# ゆっきゅん
ゆっきゅん（1995年5月26日 - ）は、日本のアイドル、モデル、俳優。岡山県出身。
2021年現在、男女二人組アイドルグループ・電影と少年CQ（「ユッキュン」名義）、セルフプロデュースによるソロ・DIVA Projectに加え、「キネマ旬報」、「ユリイカ」等で執筆活動を行っている。

## 略歴
2014年、大学（青山学院大学文学部比較芸術学科）進学のために上京、アイドルとしての活動を始める。大学の先輩である工藤ちゃんに誘われて初めてライブに出演。
2016年、ミスiD2017に応募、男性として初のファイナリスト選出。同年、ルアンと電影と少年CQ結成。
2019年3月より、定期トークイベント「ゆっきゅんのバラ色会議」がスタート。2020年8月に水野しず・せきやゆりえをゲストに迎えて開催された「本気のNANAナイト」が好評につき、「本気の少女漫画ナイト」としてスピンオフした。
2021年3月、青山学院大学大学院文学研究科比較芸術学専攻修了。5月26日、DIVA Project始動、5月30日に「DIVA ME」「片想いフラペチーノ」を配信リリースした。
2021年12月8日、夢眠ねむが運営する夢眠書店が立ち上げた出版レーベル・夢眠舎から創刊された雑誌『imaginary』の編集長を水野しずとともに務める。
2022年3月30日、1stアルバム『DIVA YOU』をリリース。5月26日には、WWWにて1stワンマンライブ「自由が始まるDIVA Your Stage」を開催した。

## 人物・エピソード
大学では同学科の同学年に井上清華（フジテレビアナウンサー）がおり、一緒に授業を受けていた。また、一色萌（XOXO EXTREME）は先輩にあたり、アイドルについて語り合う仲でもある。
大学院での指導教官は映画批評家でもある三浦哲哉。

## 作品

### 楽曲
| # | 発売日         | タイトル       | 収録曲                           | 備考 |
| - | -------------- | -------------- | -------------------------------- | ---- |
| 1 | 2021年5月30日  | DIVA ME        | 1. DIVA ME 2. 片想いフラペチーノ |      |
| 2 | 2021年11月20日 | 好きかも思念体 | 1. 好きかも思念体                |      |

### アルバム
| # | 発売日        | タイトル                 | 収録曲 | オリコン順位 |
| - | ------------- | ------------------------ | --- | ------------ |
| 1 | 2022年3月30日 | DIVA YOU                 | 1. DIVA ME & YOU -Introduction- 2. DIVA ME 3. 好きかも思念体 4. BAG IN BAG 5. 歌姫 6. DANCESELF 7. NG 8. DIVA ME - ウ山あまね reMEx 9. DIVA ME - RYOKO2000 reMEx 10. DIVA ME - 田島ハルコ R@VE DiVA reMEx                                     |              |
| 2 | 2024年9月11日 | 生まれ変わらないあなたを | 1. ログアウト・ボーナス 2. 幼なじみになりそう！ 3. プライベート・スーパースター 4. かけがえながり 5. 年一 6. Re: 日帰りで - lovely summer mix 7. 遅刻 8. だってシンデレラ 9. lucky cat 10. シャトルバス 11. 次行かない次 12. いつでも会えるよ | 158位        |

### コラボレーション
- 田島ハルコ「KING DIVA（feat.ゆっきゅん）」（2021年10月20日）

### 作詞
- でんぱ組.inc「好感Daybook♡」（2021年12月17日）
- ジャニーズWEST「恋は負け認めなきゃ勝てない」（2023年6月7日）[11]
- WEST.
  - 「コンビニ行くけどなんかいる?」（2024年4月24日）[12]
  - 「君の嫌いな君」（2025年5月7日）[13]

## 出演

### 映画
- 21世紀の女の子「恋愛乾燥剤」（2019年）

### 舞台
- 【演劇】「もう1回遊べるドン♪」（2017年7月22日、加賀温泉郷フェス 瑠璃光クラブステージ）
- 別冊「根本宗子」第7号「墓場、女子高生」（2019年10月19日 - 22日、ザ・スズナリ）

### イベント
- ゆっきゅんのバラ色会議
  - 第1夜（2019年3月11日、ネイキッドロフト）※ゲスト：ルアン
  - 第2回〜自分 THE MOVIE〜（2019年4月27日、ROCK CAFE LOFT）
  - 第3夜〜生まれてきてくれて愛してる〜（2019年5月26日、阿佐ヶ谷ロフトA）
  - 第4夜〜監督！パパラパの話を聞かせて〜（2019年6月30日、ROCK CAFE LOFT）
  - 第5夜〜若手女優の歌手活動が大好き〜（2019年7月16日、ROCK CAFE LOFT)|
  - 第6夜〜愛すべき人がいてキズを負った全ての者達〜（2019年8月29日、ROCK CAFE LOFT）※ゲスト：ファンタジスタさくらだ
  - 第7夜〜ぼくの本棚が見たいですか？〜（2019年10月31日、ROCK CAFE LOFT）
  - 第8夜〜GUILTY_KYUN AWARDS’19〜（2019年12月18日、ROCK CAFE LOFT）
  - 第9夜〜新春SNS☆SHOW〜（2020年1月25日、ROCK CAFE LOFT）
  - 第10夜（2020年2月26日、ROCK CAFE LOFT）
  - ゆっきゅんのリモートバラ色会議〜自宅のバラ園から……〜（2020年4月27日）※無観客・有料配信
  - ゆっきゅんのリモートバラ色会議 第11夜〜25年目の王子様〜（2020年5月26日）※無観客・有料配信
  - 第13夜〜雨の日は仕方がない〜（2020年6月23日）※無観客・有料配信
  - 第14夜〜夏休みに見たいなんか〜（2020年7月30日、阿佐ヶ谷ロフトA）※無観客・有料配信
  - 第15夜〜本気のNANAナイト〜（2020年8月28日、阿佐ヶ谷ロフトA）※無観客・有料配信、ゲスト：水野しず・せきやゆりえ
  - 第16夜（2020年9月21日、阿佐ヶ谷ロフトA）※無観客・有料配信
  - 第17夜〜全力オシャレ道場〜（2020年10月26日）※無観客・有料配信
  - 第18夜〜忘年会にはまだ早い〜（2020年11月24日、阿佐ヶ谷ロフトA）※無観客・有料配信
  - 第19夜〜徹底ハートフルスタンプ劇場〜（2020年12月20日、阿佐ヶ谷ロフトA）※無観客・有料配信
  - 第20夜〜若手女優の歌手活動DX〜（2021年1月26日、阿佐ヶ谷ロフトA）※無観客・有料配信
  - 第21夜〜私なりの卒業式〜（2021年2月23日、阿佐ヶ谷ロフトA）※無観客・有料配信
  - 第22夜〜珠玉のツイート朗読会〜（2021年3月23日、阿佐ヶ谷ロフトA）※無観客・有料配信
  - 第23夜〜柚木麻子スペシャル〜（2021年4月19日、阿佐ヶ谷ロフトA）※無観客・有料配信、ゲスト：柚木麻子（リモート出演）
  - 第24夜〜♡FULL DIVA BIRTHDAY♡〜（2021年5月30日、阿佐ヶ谷ロフトA）※無観客・有料配信
  - 第25夜〜私が愛するDIVAたち〜（2021年6月22日、阿佐ヶ谷ロフトA）※無観客・有料配信
  - 第26夜（2021年7月15日）※無観客・有料配信。ゲストのルアンが出演できなくなったため急遽一人で開催
  - 第27夜〜ルアンと語りたい209847個のこと〜（2021年8月20日、LOFT HEAVEN）※無観客・有料配信、ゲスト：ルアン
  - 第28夜〜読書の秋！タレント本ナイト〜（2021年9月29日、LOFT HEAVEN）※無観客・有料配信、ゲスト：柚木麻子
  - 第29夜〜KINGDIVA降臨ナイト〜（2021年10月28日、LOFT HEAVEN）※無観客・有料配信、ゲスト：田島ハルコ
  - ゆっきゅんのバラ色歌謡祭 バラ色会議30回記念スペシャル（2021年11月19日、LOFT HEAVEN）ゲスト：幕須介人（「DIVA ME」作曲・編曲）
  - 第31夜〜2021年副音声大忘年会〜（2021年12月30日、LOFT HEAVEN）
- 本気の少女漫画ナイト ※無観客・有料配信、出演：せきやゆりえ、水野しず、ゆっきゅん
  - 「本気のNANAナイト」（2020年8月28日、阿佐ヶ谷ロフトA）※ゆっきゅんのバラ色会議 第15夜
  - 「ガラスの仮面ナイト」（2021年2月7日、LOFT9 Shibuya）
  - 「本気の少女漫画ナイト3 〜安野モヨコへのラブ〜」（2021年5月9日、ロフトプラスワン）
- でか美しずゆっきゅんの ＃トキメキシティボーイナイト ※無観客・無料配信、出演：ぱいぱいでか美、水野しず、ゆっきゅん
「南波一海のヒアヒア・番外編 座談会"ひあひあ"」（2021年3月8日、LOFT9 Shibuya）に出演した3人によるスピンオフ企画
  - Vol.1（2021年6月15日、ロフトプラスワン）
  - Vol.2（2021年6月27日、ロフトプラスワン）

### インターネット配信
- ゆっきゅんと絵恋ちゃんのやってこれなんです（2019年9月 - 2020年9月）